# Rossella Artioli
Rossella Artioli (Roma, 26 gennaio 1944) è una politica italiana.

## Biografia
Nata a Roma, ma residente a Milano, Artioli ha svolto la professione di insegnante. Viene eletta, per la prima volta, deputata nel 1983 con il Partito Socialista; rieletta anche nelle due successive legislature.

### Incarichi parlamentari
Ha fatto parte delle seguenti commissioni parlamentari: Lavoro e previdenza sociale; Igiene e sanità pubblica; Bilancio e tesoro; Affari sociali. Componente anche della Giunta per le autorizzazioni a procedere.

### Sottosegretario di Stato
È stata sottosegretario di Stato per l'industria, il commercio e l'artigianato nel governo dell'ex Presidente delle Repubblica Carlo Azeglio Ciampi (dal 7 maggio 1993 al 9 maggio 1994).